# 蒂珀卡努鎮區 (印地安納州卡洛爾縣)
蒂珀卡努鎮區（英語：Tippecanoe Township）是位於美國印地安納州卡洛爾縣的一個行政鎮區。

## 地方資料
根據2010年美國人口普查的數據，蒂珀卡努鎮區的面積為72.50平方千米，當中陸地面積為70.50平方千米，而水域面積為2.00平方千米。當地共有人口2341人，而人口密度為每平方千米32.29人。